# بوکهورشت
بوکهورشت (به آلمانی: Bockhorst) یک شهر در آلمان است که در امسلاند واقع شده‌است. بوکهورشت ۱٬۰۰۹ نفر جمعیت دارد.